# Rhus thouarsii
Rhus thouarsii là một loài thực vật có hoa trong họ Đào lộn hột. Loài này được (Engl.) H. Perrier miêu tả khoa học đầu tiên năm 1944.